# Смирна (растение)
Вижте пояснителната страница за други значения на Смирна.
Смирна (Commiphora myrrha, Commiphora molmol), е дърво от семейство Бурсерови (Burseraceae). От сока му се получава смола с приятен аромат. Дървото е с произход от Арабския полуостров (Оман, Йемен) и Африка (Джибути, Етиопия, Сомалия, Североизточна Кения).

## Описание
Смирната достига до 5 m височина. Има мека кора и несвързани клонове, малко листа и малки бели цветчета. Обитава между 250 и 1300 m надморска височина с годишни валежи между 23 и 30 cm. Вирее предимно във варовикови почви.

## Етимология
Произхода на думата „myrrh“ („смирна“) произлиза от арамейското ܡܪܝܪܐ (murr) и арабското مر (mur), което означава „горчиво“. В гръцкия език, свързаната дума μύρον (mýron) става общ термин за парфюм.
В българския език производни думи са „миро̀“ (светено масло) и „миропомазване“. Светото миро е благовонна смес от елей (зехтин), гроздово вино и ароматни билки (обикновено между 20 и 57 на брой, без да е строго определен видът или броят им), което се вари при специален и сложен богослужебен ред. Миропомазването е едно от седемте тайнства на православната Църква.

## Приложение
От древността смолата от смирна се ползва като парфюм, тамян и в медицината. От смирната се добива мирово масло, което има терапевтично приложение. През 5 век пр.н.е. Херодот отбелязва, че смирната била използвана от египтяните за балсамиране. Египетските жени изгаряли смирна, за да изчистят домовете си от бълхи. В Древен Египет са използвали благовонната смес кифа, чиито състав включвал вино, мед и смоли, сред които смирна. Наречена „мо яо“ в Китай, смирната била използвана за лекуване на рани поне от времето на династията Танг.

## Гръцка митология
Според предание Адонис е роден при кръвосмешението на кипърския цар Кинирас с дъщеря му Смирна (Мира), заради което била наказана да се превърне в смирна (миртово дърво).

## Споменаване в Библията
Смирната се споменава многократно в Стария завет на Библията като рядък парфюм с упойващи качества. Смирната е един от трите дара на тримата влъхви, представени на детето Христос, според Евангелието на Матей. Според Евангелието на Марк, на Иисус е било предложено вино и смирна, преди разпятието.
Смирната е една от съставките ползвана при кадилния олтар (ketoret) – посветения тамян използван в Първия и Втория храм в Ерусалим, както е описано в Библията на иврит и Талмуда.

## Галерия
- Добив на смола в Сомалия
- Смола от смирна
- Помазване мъртвото тяло на Христос със смирна, преди погребението му